# Dareysteel
Solomon Paul Ojo, född 11 augusti 1975 i delstaten Delta i Nigeria,  mer känd under artistnamnet Dareysteel, är en spansk rappare och sångare.

## Karriär
Paul Ojo föddes 1975 i Nigeria och bodde där innan han flyttade till Sevilla i Spanien. Han började syssla med musik redan vid 12 års ålder. 
Paul Ojo har livnärt sig som musiker och producent sedan 1998 men släppte sin första egna singel 2003. Genombrottet kom med singeln Boom Boom (2014). Andra kända singlar är Shake Ya Booty, Celebration, Golongolo och Fly Higher. Vanguard har beskrivit Dareysteel som "en av världens mest relevanta sångare". 
Vid släppet av Celebration meddelade Dareysteel att han skulle donera hälften av intäkterna till olika välgörenhetsorganisationer för hemlösa och föräldralösa barn. 
I singlarna Pump It Up, Get Down on the Floor, Hold On, How Come  och Murder talar han emot våld, krig och brottslighet i Afrika men också på andra håll i världen. 

## Diskografi
- Dangerous
- Unstoppable
- Unbreakable
- Man of the Year
- Untouchable